# Ludwig Deppe
Friedrich Ludwig Christoph Heinrich Deppe (Barntrup, Alverdissen, 7 de novembro de 1828 — Bad Pyrmont, 5 de setembro de 1890) foi um compositor e maestro alemão.
Deppe estudou violino, piano e composição em Detmold até 1857. Mais tarde, estudou com Eduard Marxsen e Johann Christian Lobe em Leipzig. Terminou seus estudos atuando como professor de música em Hamburgo.
Deppe logo se distinguiu como condutor, passando a reger o coral da Michaeliskirche, sempre demonstrando preferência por oratórios de Georg Friedrich Händel. Depois de longas viagens, assumiu por 4 anos o posto de Maestro Titular da Orquestra Sinfônica de Berlim (hoje substituída pela Orquestra Sinfônica Alemã). No fim de sua vida, lecionou piano e regeu grandes concertos e oratórios. Em 1876, conduziu o concerto de estreia do festival de música de Silésia.
Entre suas composições, podem-se destacar as aberturas para os dramas de Theodor Korner "Zriny" e "Don Carlos", uma sinfonia em Fá e uma série de obras para coro. Deppe foi muito celebrado por sua orquestração de vários oratórios de Händel.

## Literatura
- Elisabeth Caland: Die Deppe'sche Lehre des Klavierspiels, Stuttgart 1912